# Schloss Waffenbrunn

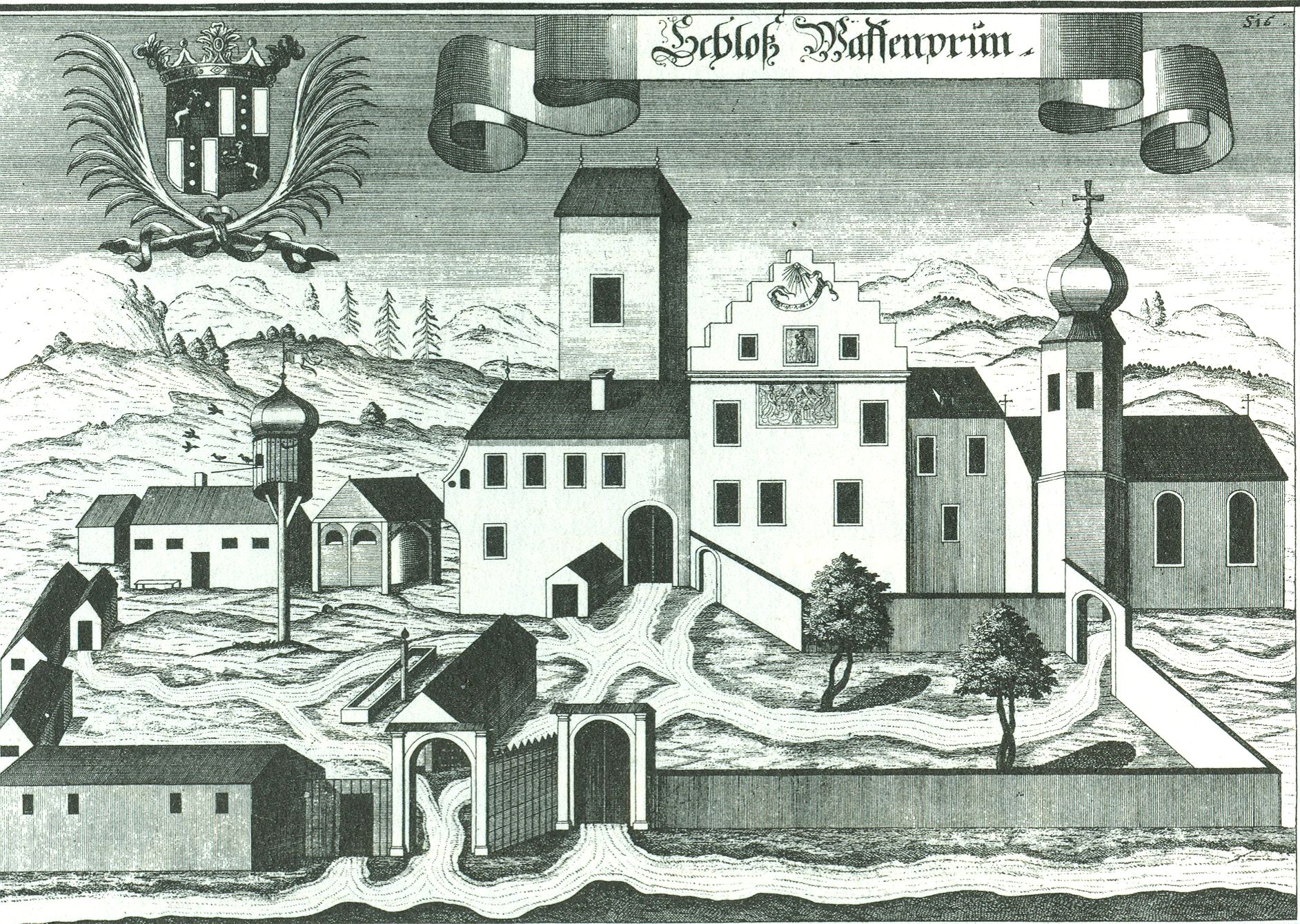
Schloss Waffenbrunn nach einem Stich von Michael Wening von 1721

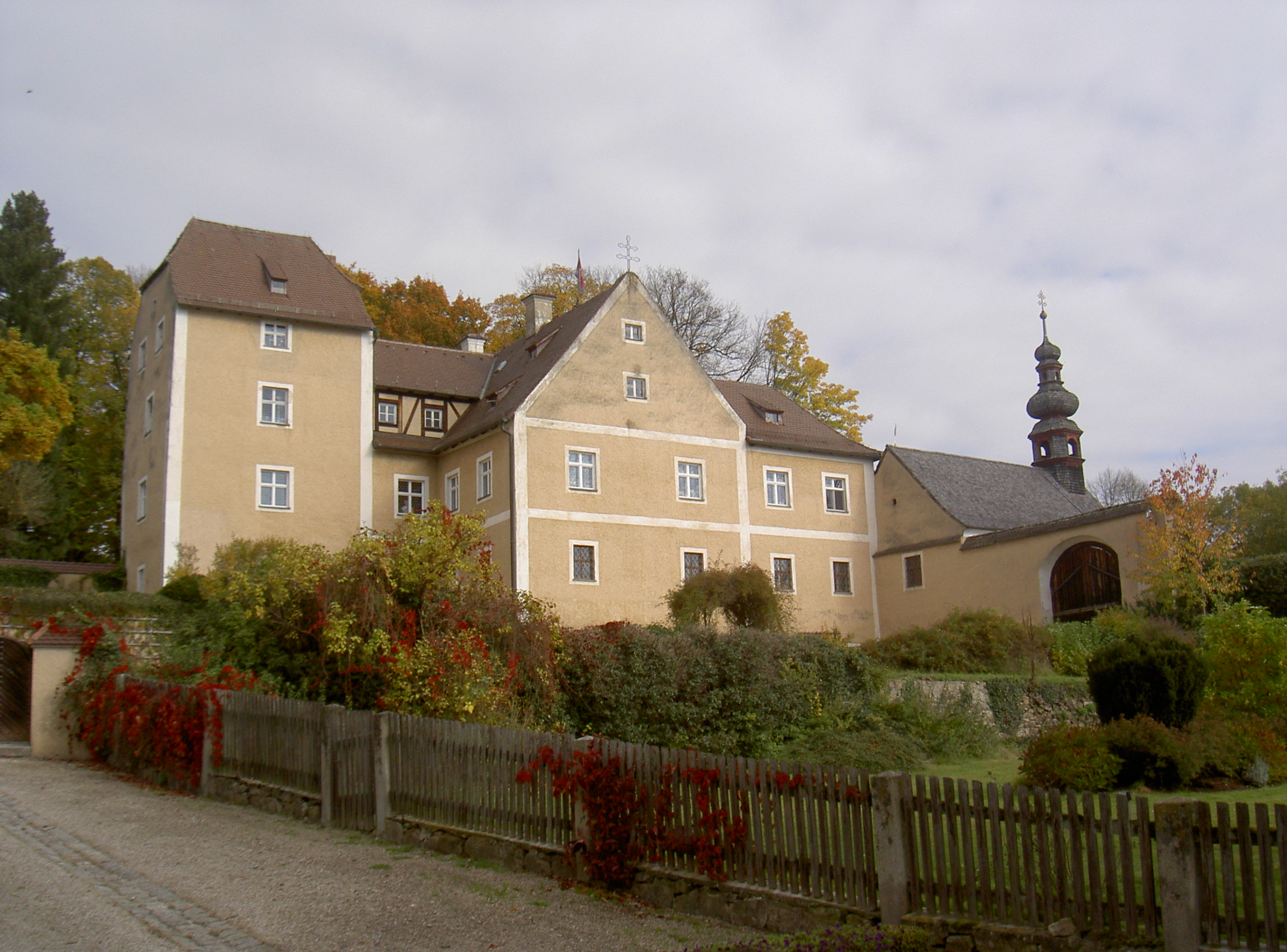
Schloss Waffenbrunn heute

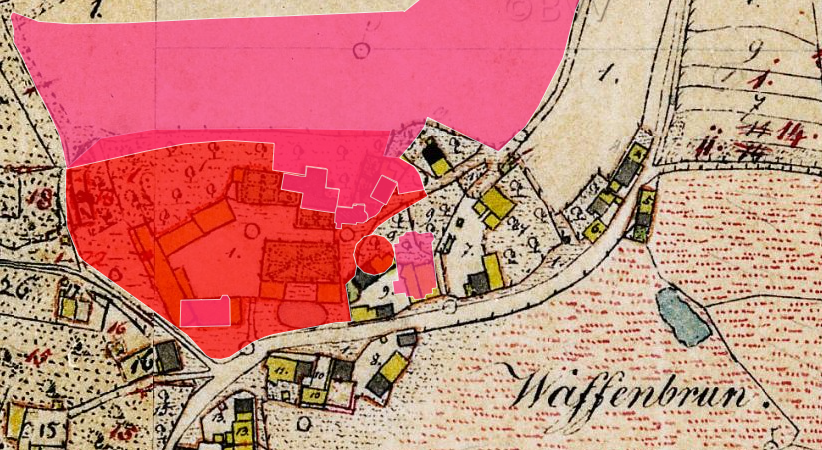
Lageplan von Schloss Waffenbrunn auf dem Urkataster von Bayern

Das Schloss Waffenbrunn befindet sich in der gleichnamigen Oberpfälzer Gemeinde Waffenbrunn im Landkreis Cham von Bayern (Schloßhöhe 1–5). Die Anlage ist unter der Aktennummer D-3-72-168-3 als denkmalgeschütztes Baudenkmal von Waffenbrunn verzeichnet. Ebenso wird sie als Bodendenkmal unter der Aktennummer D-3-6741-0143 im Bayernatlas als „archäologische Befunde des Mittelalters und der frühen Neuzeit im Bereich des Schlosses von Waffenbrunn, darunter die Spuren von Vorgängerbauten bzw. älterer Bauphasen“ geführt.

## Geschichte
Seit Ende des 13. Jahrhunderts ist ein ritterliches Geschlecht bekannt, das sich nach Waffenbrunn nennt. 1297 tritt ein „Friedericus junior de Bossenbrun“ als erster Vertreter dieser sich nach dem Ort nennenden Familie auf. Die Mitglieder der Familie waren vermutlich Ministeriale der Grafen von Altendorf-Leonsberg; sie sind hier bis nach 1330 bezeugt. Nach der Mitte des 14. Jahrhunderts folgten hier die Herren von Donnerstein (oder Darstein). Diese mussten Teile ihres Besitzes an die Pfalzgrafen sowie an die Warberger und Thierlinger verkaufen. 1454 verkauften aber Christoph Wartberger und Wilhelm Türlinger zum Thierlstein ihren Viertelanteil am Sitz Waffenbrunn den Brüdern Konrad und Stephan zum Darstein wieder zurück. 1488 ist Waffenbrunn als Hofmark bezeugt. Die Witwe des Stephan des Donnersteiners ist bis 1493 als Alleininhaberin von Waffenbrunn bezeugt. Unmittelbar danach muss die Hofmark in den Besitz des Gabriel von Parsberg übergegangen sein; dieser ist 1503 in der Landtafel hier eingetragen. Gegen Mitte des 16. Jahrhunderts sind Joachim von Nußberg (1530–1534) und Albrecht von Nußberg (bis 1563) als Besitzer überliefert. Durch die Heirat mit der Erbtochter Albrechts von Nußberg gelangte der Besitz 1571 an Lorenz von Sparnberg. Den halben Anteil am Darstein erwarb im letzten Viertel des 16. Jahrhunderts Hans Christoph Fuchs; er verkaufte diesen 1615 an Hans Georg von Marolting weiter. Zur gleichen Zeit scheint es Georg Adam von Sparnberg gelungen zu sein, neben seinem Hauptbesitz Waffenbrunn auch die Burg Darnstein nochmals ganz in seinen Besitz zu bringen. Er musste aber Waffenbrunn als Protestant verlassen. 1627 brachte Johann Heinrich Nothafft von Wernberg zu Wiesenfelden das gesamte Erbe der Sparnberger an sich, musste allerdings mit Hans Albrecht von Dandorf einen langwierigen Prozess um Waffenbrunn führen. In dieser Zeit lebte der Rittmeister de la Haye aus Brüssel, Schwiegervater des Hans Heinrich Nothafft, auf Waffenbrunn. 1638 wurde diesem durch einen Vertrag die Hofmark ganz zugesprochen. 1641 erwarb Georg Adolf Schätzl von Hörmannsberg, Thyrnau und Watzmannsdorf mit seiner Frau Maria Katharina, Freiin von Thurn, den Besitz, der 1669 von der Familie Freinhuber übernommen wurde. 1671 ging Waffenbrunn von den Freinhuber durch Kauf an die Familie des Johann Wolfgang von Thürnitz auf Irlbach und Haunkenzell über. 1748 erwarb Franz Peter von Paur, Reichsritter und Hofkammerrat, die Güter Waffenbrunn – Darstein – Löwendorf.
In der Hofmark Waffenbrunn sind im Laufe der Jahrhunderte mehrere andere Landsassengüter aufgegangen, so z. B. Darstein, das 1503 an Gabriel von Parsberg überging. Auch Pemfling wird in dem Steuerbuch von 1577 als Pertinenz von Waffenbrunn geführt.
Im 18. Jahrhundert war unter der Familie von Paur Waffenbrunn auch mit der Hofmark Löwendorf verbunden.
Die Familie von Paur wollte 1819 in Waffenbrunn ein Patrimonialgericht I. Klasse einrichten. 1820 wurde die Genehmigung zur Errichtung eines Patrimonialgerichts II. Klasse erteilt, aber schon wurde dieses vom Staat wieder eingezogen, Waffenbrunn wird damals als allodiales Gut der Herren von Paur bezeichnet. 1919 ging das Gut an die Tochter Ludmilla von Paur über, die 1920 Gottfried Freiherr von Schacky auf Schönfeld heiratete. Seitdem gehört es den Freiherrn von Schacky auf Schönfeld. Seit dem Jahr 1984 ist die Familie von Schacky wiederum im Besitz der Schlossanlage Thierlstein.

## Schloss Waffenbrunn einst und jetzt
Der unter den Waffenbrunnern errichtete Wohnturm dürfte der älteste Teil der Anlage sein. Unter den Darsteinern entstanden im 15. Jahrhundert der Wohnbau in der Mitte der Anlage und die Kapelle. Auch eine Ringmauer ist, wie der Stich von Philipp Apian zeigt, um diese Zeit vorhanden. Die Burg wurde zusätzlich durch einen Graben nach Norden und etliche Weiher im Süden geschützt. Während des Dreißigjährigen Krieges wurde das Schloss 1633 ausgeplündert und beschädigt. 1641 erfolgte eine zweite Plünderung. Durch Maximilian Freinhuber wurden die Bauten wieder errichtet, was aber 1677 durch einen großen Brand wieder zunichtegemacht wurde. Erst durch die Familie von Paur erfolgte die endgültige Wiederherstellung samt Entfernung der Festungsanlagen und dem Ausbau des Schlosses in der heutigen Form. Dabei wurde auch der Gebäudeflügel mit Tor südlich des Wohnturms beseitigt. 1756 wurde die Schlosskirche umgebaut. 1761 entstand nordöstlich derselben das Haus des Schlossbenefiziaten.
Wie der Stich von Michael Wening von 1721 zeigt (das Schloss war damals nur notdürftig wieder hergerichtet), ist Schloss Waffenbrunn ein vielgliedriger Baukomplex. Der Stich zeigt einen Hauptbau mit einem vorspringenden Mittelrisalit und einem seitwärts stehenden Turm. Auf dem Mittelrisalit ist eine Sonnenuhr dargestellt. Daneben ist die Schlosskirche mit Zwiebelturm zu erkennen. Im Jahr 1952 wurden durch die damalige Gutsherrin, Baronin Ludmilla von Schacky, geb. von Paur, zwei neue Glocken eingebracht. Mitte 2016 wurde das Dach der Schlosskirche saniert und mit neuen Schindeln eingedeckt. Dabei fand man unter dem Gebälk u. a. verkohlte Bretter, die wohl noch von der Brandkatastrophe der Schlosskirche im September 1677 zeugen. Auch alte Schindeln von der Eindeckung in den fünfziger Jahren aus Red Cedar mit dem Stempel: Made in Canada. Interessant war auch der Fund von eisernen Votivtieren, sogen. Opfertieren (ca. 30 Ochsen und Schafe aus geschmiedetem Eisen). Diese kommen normalerweise um 1800 in Kirchen und Kapellen an Wallfahrtsorten vor, die dem Hl. Leonhard geweiht sind.
Eine einfache Mauer mit einem Eingangsportal und mehreren Wirtschaftsgebäuden umschließt das Schlossareal.
Der südwestliche Teil des Schlosses Waffenbrunn wird heute von einer 1926 neu angelegten hufeisenförmigen Dreiflügelanlage des Ökonomiehofes eingenommen. Dem eigentlichen Schloss ist straßenseitig eine teils ummauerte Freifläche vorgelagert, auffällig ist der steile Giebel des auf einem hohen Sockel stehenden rechteckigen zweigeschossigen Hauptgebäudes. Westlich davon und mit diesem über einen Zwischenbau verbunden erhebt sich der mittelalterliche, viergeschossige ehemalige Wohnturm mit Krüppelwalmdach. Die in einheitliches Gelb gehaltenen Bauten des Schlosses weisen eine Gliederung durch Putzbänder auf. Daran ist die Schlosskirche St. Martin angebaut, ein einschiffiger flachgedeckter Bau mit eingezogenem, halbrund geschlossenem Chor. Dieser wird von einem Dachreiter mit Laterne gekrönt. An der Ummauerung des Schlossparks liegt der zweigeschossige, barockisierende Walmdachbau des Benefiziatenhauses. 1985 zog die Gutsverwaltung aus Platzgründen aus dem Benefiziatenhaus um in das renovierte Ökonomiegebäude im Gutshof. Nach Norden und Westen liegt ein umfriedeter Schlossgarten im Stil eines Landschaftsgartens aus dem späten 18. und 19. Jahrhundert mit Resten der Schlossmauer.